# Румянцев, Александр Иванович
Граф (с 1744) Алекса́ндр Ива́нович Румя́нцев, Румянцов (1680, Костромской уезд, Русское царство — 4 [15] марта 1749, Москва) — государственный и военный деятель Российской империи, дипломат, генерал-адъютант (пожалован в 1718 и вновь в 1730) и генерал-аншеф (1737) из рода Румянцевых, доверенное лицо Петра Великого и его преемников; отец полководца графа Петра Румянцева-Задунайского. Астраханский и казанский губернатор (оба в 1735—1736), сенатор (с 1744).

## Биография
Отпрыск древнего рода Румянцевых, сын стольника Ивана Ивановича Румянцева (ум. 1711).
Участвовал в Северной войне 1700—1721 годов. В 1700 году — адъютант окольничего П. М. Апраксина. В октябре 1700 года участвовал в сражении под Нарвой.
С 1703 года — в Преображенском полку. В его составе участвовал во взятии Нарвы, Митавы, в осаде Выборга, в сражении при Лесной. В феврале 1708 года произведён в прапорщики.
В июне 1709 года отличился в Полтавском сражении.
В 1711 году участвовал в Прутском походе.
В мае 1712 года был командирован к российскому послу в Копенгагене, произведён в поручики.
С 1712 года состоял адъютантом Петра I, исполнял его поручения:
- в 1714 году в чине капитан-поручика набирал в Архангельске 500 матросов для строившегося корабля;
- в 1715 году овладел небольшим финским городом Каянсбергом;
- в 1716 году сопровождал Петра I в заграничном путешествии;

С конца 1716 года следил за передвижениями царевича Алексея Петровича от Австрии до Неаполя. В июле 1717 года был послан вместе с П. А. Толстым с приказанием вернуть царевича и привезти его в Петербург. Распространённая версия приписывает Румянцеву причастность к гибели царевича (1718 год); однако документ, представляющий собой письмо Румянцева некоему Титову или Татищеву с описанием убийства является подделкой. За успешное выполнение этого важного поручения Румянцев в декабре 1718 года произведён в гвардии майоры и генерал-адъютанты, пожалован деревнями, конфискованными у сторонников царевича.
В 1720 году был послан к шведскому королю Фридриху I с поздравлениями по случаю вступления на престол.
В августе 1721 года произведён в бригадиры. В 1722 году во главе батальона Преображенского полка сопровождал Петра I в Персидском походе, в 1724 произведён в генерал-майоры.
Пётр I посылал его также в Малороссию по делу о Полуботке, чтобы узнать настроение народа.
В 1724 году отправлен чрезвычайным послом в Константинополь, затем командовал всеми русскими войсками в Прикаспийских землях. 6 января 1726 года награждён орденом Св. Александра Невского. В июне 1727 года произведён в генерал-поручики. По возвращении в Москву в ноябре 1730 года пожалован в подполковники лейб-гвардии Преображенского полка.
В 1732 году отказался занять пост главноуправляющего государственными доходами (президента Камер-коллегии). По этой причине, а также за нерасположение к немцам и протест против роскоши при дворе был лишён чинов, ордена и сослан в казанскую деревню Чеберчино. В 1735 году восстановлен в чине генерал-лейтенанта и назначен астраханским, а затем казанским губернатором и назначен командующим войсками, отправленными на подавление восстания башкир. В 1735—1736 годах — начальник Комиссии башкирских дел.
С 1736 года служил в армии под начальством Б. К. Миниха, принимал участие во взятии Очакова, будучи командиром дивизии. В 1737 году произведён в генерал-аншефы.
В 1738 году, сменив умершего князя Ивана Барятинского, был назначен командующим в Малороссии, вскоре переведён в действующую армию.
В 1740 году назначен чрезвычайным и полномочным послом в Константинополь. В 1741 году заключил договор в дополнение к Белградскому миру. В 1741 году награждён орденом Святого апостола Андрея Первозванного.
В мае 1742 года участвовал в Москве в коронации императрицы Елизаветы Петровны; получил от неё табакерку, украшенную алмазами, 35 тыс. руб. и был произведён в полковники лейб-гвардии Преображенского полка. С августа 1742 года — уполномоченный от России для ведения мирных переговоров со Швецией, в августе 1743 года подписал Абоский договор со Швецией, за что в 1744 году был возведён в графское достоинство.
При императрице Елизавете Петровне враги А. П. Бестужева прочили одно время Румянцева в канцлеры, но Елизавета отклонила это назначение.
Умер в 1749 году. Похоронен в Златоустовском монастыре.

### Семья
Жена (с 1720 года) — Мария Андреевна (1699—1788), наследница крупного состояния своего отца графа Андрея Артамоновича Матвеева. В браке родились дети:
- Екатерина (1723—05.04.1788[4]) — замужем за генерал-поручиком Н. М. Леонтьевым; разойдясь с мужем, жила иногда у родителей. Умерла в 64 года от водянки в Петербурге, похоронена в Александро-Невской лавре.
- Пётр (1725—1796) — генерал-фельдмаршал;
- Прасковья (1729—1786) — статс-дама, замужем за генерал-аншефом Я. А. Брюсом;
- Дарья (1730—1817) — замужем (в 1755—1758 гг.) за графом Ф. И. Вальдштейном, затем за князем Ю. Н. Трубецким; от второго брака дочь Прасковья